# Claustrum (hersenen)
Het claustrum (Latijn, lett.: "afgesloten plaats") is een dunne laag grijze stof die ligt tussen de capsula externa en de capsula extrema in het midden van de grote hersenen. Vermoed wordt dat de structuur in alle zoogdieren voorkomt.
Het claustrum is niet meer dan enkele millimeters diep en ligt lateraal ten opzichte van het putamen en mediaal ten opzichte van de insula. De cellen in het claustrum zijn grotendeels van hetzelfde type, wat duidt op een eenduidige verwerking van informatie door alle neuronen in het claustrum. Het claustrum is mogelijk betrokken bij het orkestreren van de activiteit in de hersenschors vanwege de wijdverspreide connecties.